# Alexeï Malachenko
Pour les articles homonymes, voir Malachenko.
Alexeï Vsevolodovitch Malachenko (Алексе́й Все́володович Малаше́нко), né le 2 février 1951 à Moscou et mort le 3 janvier 2023, est un politologue russe, spécialiste de l'Orient et de l'islam.

## Biographie
Alexeï Malachenko poursuit ses études à l'Institut des pays d'Asie et d'Afrique de l'université Lomonossov de Moscou, et il passe deux ans (1972-1974) en Égypte et en Turkménie pour la pratique des langues. Il fait ensuite son service militaire comme coopérant en Algérie jusqu'en 1976, puis travaille à l'Institut d'études orientales de l'Académie des sciences d'URSS, tout en étant doctorant. En 1979-1980, il est conseiller d'une mission de l'Académie en Libye. De 1982 à 1986, il demeure à Prague (République populaire de Tchécoslovaquie) où il est rédacteur à la revue spécialisée Problèmes du monde et Socialisme (Problemi mira i sotsialism). De retour à Moscou, Malachenko dirige de 1986 à 1999 le département d'islamologie de l'Institut d'études orientales de l'Académie.
Alexeï Malachenko reçoit son titre de docteur d'État en 1995, sa thèse portant sur Le Phénomène de l'islam dans la vie politique de l'URSS puis de la CEI.
De 1999 à  2001, il fait partie des cadres dirigeants de recherche de l'Institut d'études orientales. À partir de l'an 2000, il est professeur au prestigieux Institut des relations internationales (MGIMO). Il est vice-président du programme « Relations internationales en Russie et dans la CEI », membre du conseil scientifique du bureau de Moscou de l'ONG d'origine américaine Fondation Carnegie pour la paix internationale.
Le professeur Malachenko est l'un des grands spécialistes russes des questions de l'islam.

## Quelques écrits
- L'Idéologie officielle de l'Algérie contemporaine (Официальная идеология современного Алжира), Moscou, éd Naouka (Наука), 1982. (Naouka, 1983. — 136 pp.)
- Trois villes du nord de l'Afrique: Le Caire, Batna et Benghazi; Académie des sciences d'URSS, Institut d'études orientales, Moscou, éd. Naouka, 1986, 103 pp.
- En collaboration avec L. R. Polonskaïa, The Soviet Union and the Muslim Nations, New-Delhi, 1988 (en anglais).
- Les pays musulmans. Religion et politique (années 1970-1980); Académie des sciences, Institut d'études orientales, Moscou, Naouka, 1991. - 181 pp.  (ISBN 5-02-017170-0)
- En collaboration avec I. V. Mouzikarj, À la recherche d'alternatives: conceptions arabes de la voie du développement (В поисках альтернативы : Араб. концепции путей развития), Ac. des Sc., Institut d'études orientales, Moscou, Naouka, 1991, 206 [3] pages,  (ISBN 5-02-017167-0)
- The Last Red August, New York, 1993 (en anglais).
- En collaboration avec A. V. Polonskaïa, Islam in Central Asia, London, Garnet Publishing, 1994 (en anglais).
- Le Monde musulman de la CEI (Мусульманский мир СНГ), Moscou, 1996, 182 pages.(traduit en arabe en 1999).
- Conflits ethniques et régionaux en Eurasie (Этнические и региональные конфликты в Евразии) en trois volumes, Moscou, éd. Ves mir, 1997: Ier tome L'Asie centrale et le Caucase; 203 [1] pages.  (ISBN 5-7777-0020-9)
- la Religion et l'État dans la Russie contemporaine, Carnegie endowment for international peace, 1997, 119 pages.
- La Renaissance de l'islam dans la Russie contemporaine (Исламское возрождение в современной России), Moscou, Centre Carnegie, 1998, 222 pages.;
- L'Islam et la CEI, Ac. des Sc., Institut des ét. or., Moscou, 1998, 176 pages  (ISBN 5-89282-082-3)
- L'Islam dans l'espace post-soviétique: regard de l'intérieur, Moscou, Centre Carnegie (réd. A. Malachenko et Martha Brill-Scott), 2001, éd. Art-Business Center, 201 pages ill.  (ISBN 5-7287-0213-9)
- En collaboration avec D. V. Trenine, Le Temps du Sud: la Russie en Tchétchénie, la Tchétchénie en Russie (Время Юга : Россия в Чечне, Чечня в России), Moscou, Centre Carnegie, 2002, 267 pages  (ISBN 5-88044-145-8)
- Les tendances islamiques du Caucase du Nord (Исламские ориентиры Северного Кавказа), Moscou, Centre Carnegie, 2001
- Russie: aspects de politique intérieure de la lutte contre le terrorisme (Россия: внутриполитические аспекты борьбы с терроризмом); Fond les ponts Orient-Occident (Фонд "Мосты Восток-Запад"), Moscou, 2002, 23 pages.
- Les marges mouvementées de la Russie: le facteur tchétchène en Russie post-soviétique (Тревожные рубежи России: чеченский фактор в постсоветской России), Washington, Fond Carnegie, 2004.
- Religion et mondisalisation dans l'espace eurasien (Религия и глобализация на просторах Евразии), Moscou, Centre Carnegie (réd. A. Malachenko et S. Filatov), éd. Neostrom, 2005, 341 [1] pages  (ISBN 5-86280-065-4) ; 2e édition en 2009  (ISBN 978-5-8243-1153-2)
- L'Alternative islamique et le projet islamique (Исламская альтернатива и исламский проект), Moscou, Centre Carnegie, Carnegie Endowment for International Peace, éd. Ves mir, 2006, 220 [1] pages (OCLC 494612346)
- Comment a-t-on voté en Tchétchénie ?, Moscou, Centre Carnegie, 2006, 58 pages.
- L'Islam en Russie: vision à partir des régions (Ислам в России : взгляд из регионов), Moscou, Aspect Press, 2007, 154, [1] pages  (ISBN 978-5-7567-0472-3)
- Religion et Conflit (Религия и конфликт), Moscou, Centre Carnegie (réd. Malachenko et Filotov), 2007, 286 [1] pages  (ISBN 978-5-8243-0921-8)
- Simplement terroriste (Просто террорист), Moscou, éd. Ogoniok: Club Terra-Knijny, 2008, 30 [1] pages
- Ramzan Kadyrov: homme politique russe de nationalité caucasienne (российский политик кавказской национальности), Moscou, Centre Carnegie, 2009, 150 pages  (ISBN 978-5-8243-1212-6)
- Vingt ans de liberté religieuse en Russie (Двадцать лет религиозной свободы в России), Moscou, Centre Carnegie (réd. Malachenko et Filatov), 2009, 398 [1] pages  (ISBN 978-5-8243-1258-4)
- Mon islam, Moscou, 2010, 206 pages, 22 photographies  (ISBN 978-5-8243-1426-7)
- Faut-il combattre l'islam? (Надо ли бояться ислама?), Moscou, éd. Весь Мир, 2017, 144 pages  (ISBN 978-5-7777-0669-0).

## Quelques écrits disponibles en français
- La Russie a intérêt à une Géorgie stable, in Revue de Défense nationale, no 660, janvier 2004
- Caucase du Nord, l'homme malade de la Russie, Russie.Nei.Vision, no 61, juillet 2011[3]
- L'Islam en Russie, éditions Kéruss, 2012